# Exorista curiensis
Exorista curiensis là một loài ruồi trong họ Tachinidae.